# Zhitan (sockenhuvudort i Kina, Jiangxi Sheng, lat 29,62, long 117,31)
Zhitan är en sockenhuvudort i Kina. Den ligger i provinsen Jiangxi, i den sydöstra delen av landet, omkring 170 kilometer nordost om provinshuvudstaden Nanchang. Antalet invånare är 12 420. Befolkningen består av 5 989 kvinnor och 6 431 män. Barn under 15 år utgör 18,0 %, vuxna 15-64 år 73 %, och äldre över 65 år 8,0 %.
Runt Zhitan är det ganska tätbefolkat, med 96 invånare per kvadratkilometer. Närmaste större samhälle är Jiaotan, 12,2 km sydväst om Zhitan. I omgivningarna runt Zhitan växer i huvudsak blandskog.
Genomsnittlig årsnederbörd är 2 520 millimeter. Den regnigaste månaden är juni, med i genomsnitt 438 mm nederbörd, och den torraste är oktober, med 61 mm nederbörd.